# Оптимальна стратегія
Страте́гія оптима́льна — стратегія гравця в антагоністичній грі, на якій досягається відповідний екстремум рівності
{\displaystyle \max _{a\in A}\inf _{b\in B}H(a,b)=\min _{b\in B}\sup _{a\in A}H(a,b)}
Якщо гравець першим застосовує в грі оптимальну стратегію, то він гарантує собі виграш, не менший, ніж значення гри, незалежно від вибору стратегії суперником, а другий гравець, застосовуючи свою оптимальну стратегію, гарантує, що програш не перевищить значення гри.